# Buguggiate
Buguggiate – miejscowość i gmina we Włoszech, w regionie Lombardia, w prowincji Varese.
Według danych na rok 2004 gminę zamieszkiwało 3139 osób, 1569,5 os./km².